# Lanarkia
Lanarkia horrida
Genre
Espèce
Lanarkia est un genre fossile de poissons sans mâchoire (agnathes) primitifs. Lanarkia a vécu lors du Silurien, ses restes fossiles ont été mis au jour au Canada et en Écosse.

## Classification
Le genre Lanarkia est décrit en 1898 par le naturaliste écossais Traquair,.

### Liste des espèces
- † Lanarkia horrida Traquair, 1898 − espèce type
- † Lanarkia lanceolata Marss & Ritchie, 1898
- † Lanarkia spinulosa Traquair, 1898[réf. nécessaire]

### Synonyme
- Lanarkia spinosa Traquair, 1898

## Paléoécologie et paléobiologie
Dans les gisements écossais, les espèces Lanarkia horrida et Lanarkia spinosa sont toutes deux assez communes, tandis que la plus grande, Lanarkia spinulosa, est plus rare. Certains petits fossiles (attribués à Lanarkia sp.) avaient de grands yeux, mais les caractéristiques restantes étaient typiques des spécimens adultes (Ritchie, 1963). Il a également été suggéré que Lanarkia horrida et Lanarkia spinosa étaient des stades de croissance différents d’une même espèce et que Lanarkia spinulosa était un spécimen sexuellement dimorphe de Lanarkia spinulosa (Turner, 1992).

## Galerie

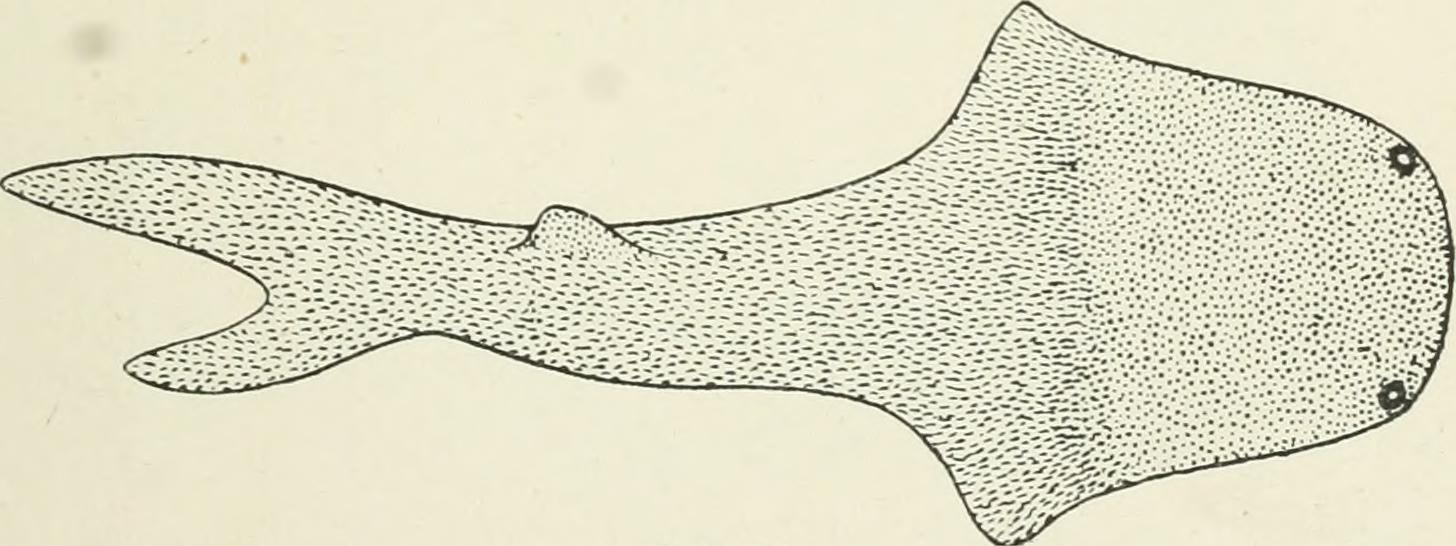
Reconstitution de Lanarkia spinosa

### Publication originale
- (en) Ramsay Traquair, Report on fossil fishes : Summary of Progress of the Geological Survey of the United Kingdom, 1897, p. 72-76. .